# Ceranesi
Ceranesi (ligur nyelven Çiannexi) település Olaszországban, Liguria régióban, Genova megyében. Lakosainak száma 3591 fő (2023. január 1.). Ceranesi Bosio, Campomorone és Genova községekkel határos.

## Népesség
A település lakossága az elmúlt években az alábbi módon változott:
| Lakosok száma | 3816 | 3797 | 3591 |
|               | 2017 | 2018 | 2023 |